# Csiang Cö-min
Csiang Cö-min (Jiang Zemin) (Jangcsou, 1926. augusztus 17. – Sanghaj, 2022. november 30.) Kína elnöke, a Kínai Kommunista Párt főtitkára 1989 és 2002 között, a Teng Hsziao-ping (Deng Xiaoping) által megkezdett kínai fordulat beteljesítője.

## Élete és munkássága
Csiangszu (Jiangsu) tartományban született 1926-ban, középosztálybeli családban. Nagybátyja volt a nevelőapja, aki aztán a kommunista párt mártírjaként halt meg a második kínai–japán háborúban. Az ő egyre magasabb posztokra jutó bajtársai támogatták pályafutása során Csiang (Jiang)ot, aki előbb Nanking (Nanjing)ban, majd Sanghaj (Shanghai)ban tanult villamosmérnöknek. A KKP-ba 1946-ban lépett be, a polgárháború után gyárigazgató lett, miután a Kuomintang tagjainak és támogatóinak Tajvanra menekülése miatt káderhiány lépett fel. 1955-ben Moszkvában a Sztálinról elnevezett ZISZ autógyárban vett részt szakmai továbbképzésen, majd hazatérve a Csangcsun (Changchun)ban felépített kínai autógyárban igyekezett különböző posztokon teljesíteni a Mao Ce-tung (Mao Zedong) által elrendelt erőltetett iparosítás, a nagy ugrás követelményeit.
A kulturális forradalom idején négy évet töltött munkatáborban. Mao halála és a Teng Hsziao-ping (Deng Xiaoping)-féle reformok elindítása után viszont gazdasági tapasztalatai segítették karrierjét. Az 1970-es évek elején Kína bukaresti nagykövetségén volt gazdasági diplomata. 1982-ben elektronikai miniszterré nevezték ki, két évvel később felügyelte az első kínai távközlési műhold felbocsátását. 1985-ben Sanghaj (Shanghai) polgármestere, két évvel később a párttitkára lett, utóbbi automatikusan tagságot jelentett a KKP politikai bizottságában. Ennek ellenére a többi kínai vezetőhöz képest kevésbé törekedett saját követőiből álló hatalmi bázis kialakítására, ezért a kínai politikai zsargonban „virágcserépnek” tartották, aki jól mutat, ahol van, de különösebb hasznot nem hajt.
Ez azonban hasznára lehetett akkor, amikor 1989-ben a Tienanmen téri tüntetőkkel szót érteni próbáló Csao Ce-jang (Zhao Ziyang)ot a párt leszámolást követelő „halhatatlanjai” le akarták váltani a főtitkári posztról. A legfelső vezetőségen belüli küzdelemben a reformerek és konzervatívok kompromisszumaként a választás a „szürke” sanghaji párttitkárra esett, aki korábban sikeresen leszerelte a városában tiltakozókat. Teng Hsziao-ping (Deng Xiaoping), aki a háttérből még mozgatta a szálakat, támogatta Csiang (Jiang)ot, akit a KKP 1992-es kongresszusa megerősített a posztján. Az addig lavírozó politikus meghirdette a szocialista piacgazdaság doktrínáját, a reformok elkötelezettje lett.
Csiang (Jiang) a szokásoknak megfelelően átvette az államfői posztot, valamint a KKP KB nagy hatalmú katonai bizottságának elnöki posztját is. Teng (Deng) 1997-es halálát követően a maga ura lett. A gazdasági reformok részeként – Csu Zsung-csi (Zhu Rongji) miniszterelnökkel együtt – levezényelte a szerkezetváltást az állami szektorban, ami cégek ezreinek csődjével és munkanélküliek millióival járt, de a folyamatosan két számjegyű gazdasági növekedés segítette az átállást. Az ország megnyílt a külföldi tőke, a gazdaság a kínai vállalkozók előtt. A 2002-es pártkongresszuson a KKP alapokmányába is bevették azt, hogy a kommunista párt már nem csak a munkásosztályt és a parasztságot, hanem a korábban burzsoának bélyegzett üzletembereket is képviseli, így dollármilliárdosok is a tagjai lehetnek. A belpolitikában azonban szigorúan tartotta magát a hatalom őrzéséhez. Lesújtott például egy kis liberális pártra, amely komolyan kívánta venni a Kínában formálisan létező többpártrendszert, vagy 1999-ben hadjáratot kezdett a szerinte a KKP hatalmát fenyegető Falun kung (Falun kung) vallási szekta ellen.
Elnöksége idején, 1997-ben Hongkong brit koronagyarmatból Kína különleges közigazgatási övezete lett – a városban a szabadságjogokat az 50 évre vállalt garancia felénél később Hszi Csin-ping (Hszi Csin-ping) számolta fel. Csiang (Jiang) elérte, hogy Kínát 2001-ben felvegyék a Kereskedelmi Világszervezetbe (WTO), és ezzel mérséklődjenek az exportja útjába állított vámakadályok. Kína hamarosan a világ manufaktúrájává, majd az USA utáni második legnagyobb gazdasági hatalmává vált.
Az amerikai–kínai kapcsolatokban Csiang (Jiang) a stabilitás híve volt, de nem riadt vissza a konfrontációtól sem. Egy Bill Clintonnal közös sajtóértekezleten, előre nem egyeztetett kérdésekre válaszolva vitába szállt az amerikai elnökkel emberjogi témákban.

### Közvetlenség
Csiang (Jiang) a kínai vezetők szokásos stílusához képest néha zavaróan közvetlennek mutatkozott. Játszott hagyományos kínai hangszereken éppúgy, mint zongorán. A George W. Bush amerikai elnök tiszteletére adott állami banketten elénekelte az ’O sole mio dalt, egy Fülöp-szigeteki regionális csúcstalálkozón pedig előadta Elvis Presley Love Me Tender című slágerét is.
Előszeretettel idézett angolul Abraham Lincoln legendás gettysburgi beszédéből, de szavalt románul Mihai Eminescu-verset is, mivel fiatal korában Bukarestben dolgozott kínai diplomataként.

## Visszavonulása
Csiang (Jiang) vezetése alatt dolgozták ki azt a gyakorlatot, miszerint a legfelső kínai vezető két hivatalban eltöltött öt éves ciklus után visszavonul. (Ennek a gyakorlatnak vetett véget Hszi Csin-ping (Xi Jinping) 2022 őszén, amikor harmadik ciklusra is megválasztották a KKP élére.) 2002-ben a KKP 16. kongresszusán megválasztották Hu Csin-tao (Hu Jintao)t a párt főtitkárának, és ezután fokozatosan a többi fontos funkcióját is átadta – bár egyes megfigyelők szerint az időt húzva – utódjának.
Ezután visszavonultan élt; 2022 novemberében, 96 éves korában hunyt el Sanghajban leukémia következtében.

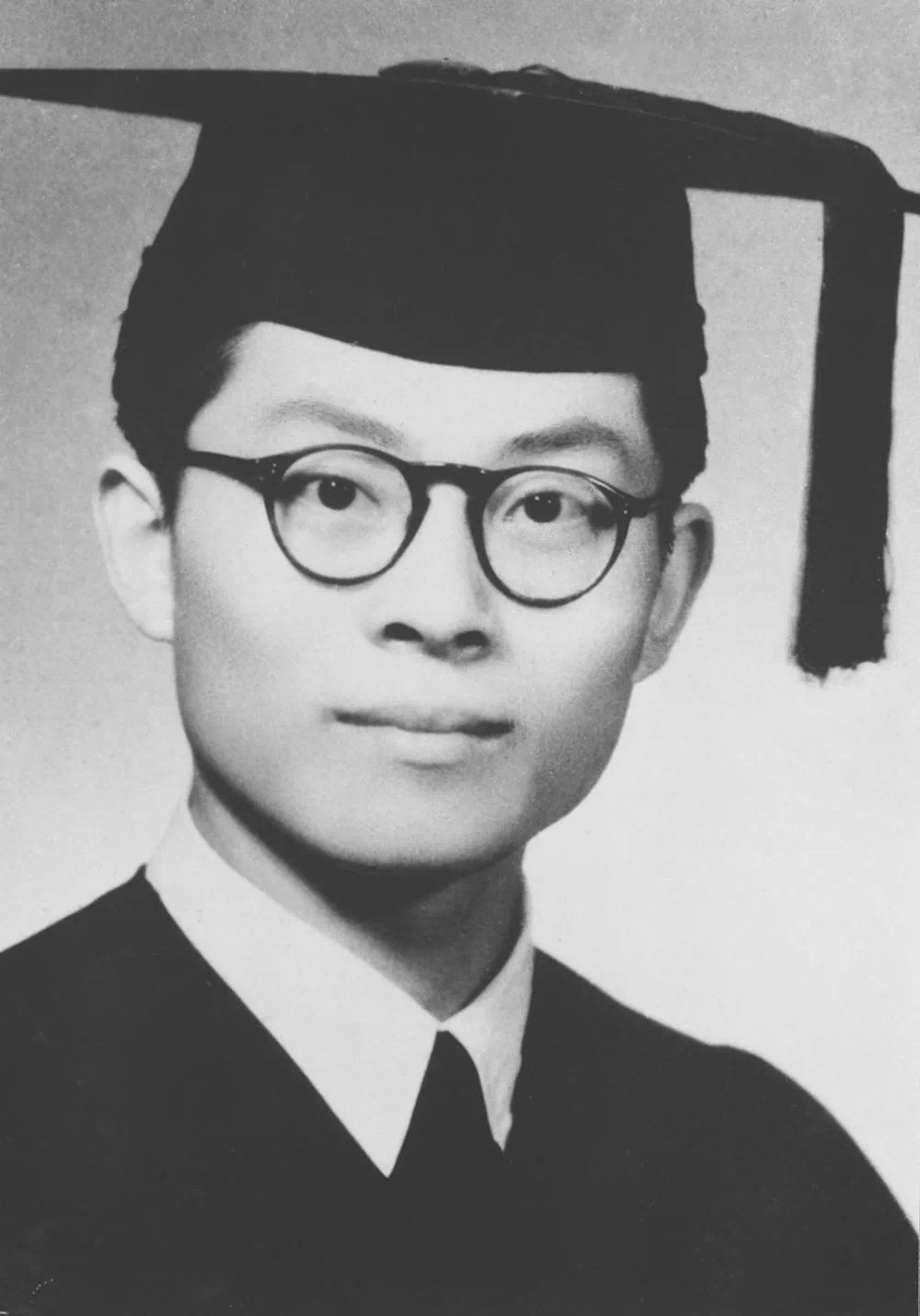
1947
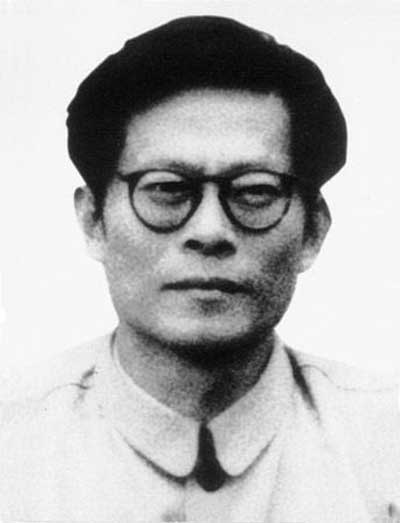
1962
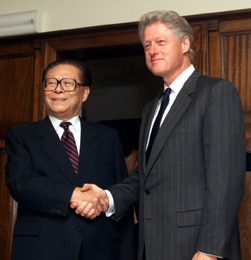
1999, Bill Clintonnal
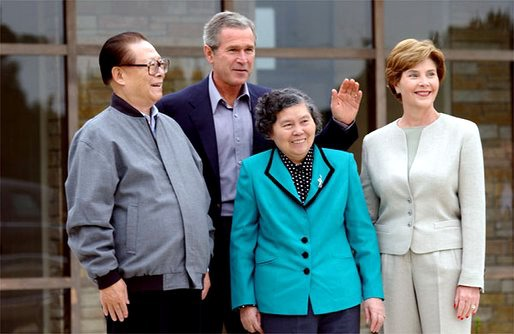
2002-ben George W. Bush elnökkel és feleségeikkel